# 小倉柳村

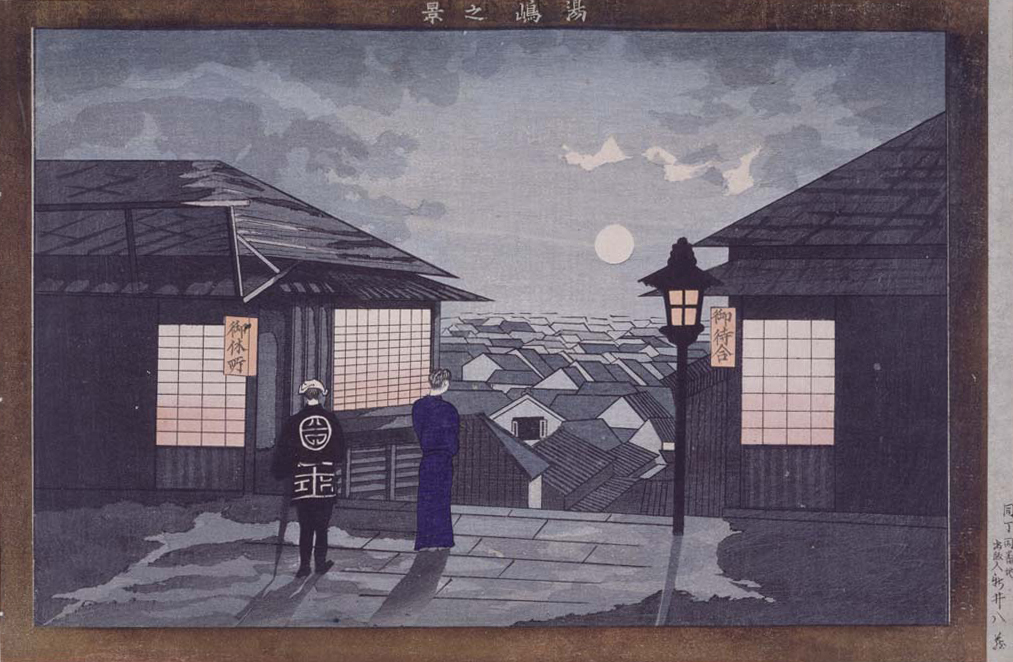
湯島之景図。東京国立博物館蔵。

小倉 柳村（おぐら りゅうそん、生没年不詳）は、明治時代の浮世絵師。

## 来歴
制作期は1880年－81年（明治13－14年）に限られ、確実な作品は、版元新井八蔵から版行された東京名所絵9点だけである。光と影の効果を生かし、江戸時代の浮世絵とは異なる、遠近法を自身のものと消化した上での作品を残した。小林清親の光線画の影響が大だが、彼と直接の関係は無く、近藤市太郎は「（清親の）追従者」「謎の画家」と呼ぶ。「向島八百松楼之景」では極端な遠近法による、障子を開け、墨水を眺める女を描いており、江戸浮世絵の浮絵を思わせる。
藤懸静也は、画号から、五姓田芳柳の門人説をあげるが、五姓田派の画風とは異なり、同派の研究をしている神奈川県立歴史博物館の図録にも、小倉への言及はない。作品には「画工築地小田町一丁目十四番地」と摺られ、版元の新井も同住所とあり、同一人物の可能性がある。

## 作品
- 「湯島之景」　横大判錦絵（東京国立博物館（上載画像）、GAS MUSEUM がす資料館、北九州市立美術館など所蔵）
- 「浅草観音夜景」　横大判錦絵（GAS MUSEUM がす資料館所蔵）
- 「日本橋夜景」　横大判錦絵（浮世絵太田記念美術館、“GAS MUSEUM がす資料館”. 2020年4月22日閲覧。など所蔵）
- 「芝愛宕山之景」　横大判錦絵（GAS MUSEUM がす資料館所蔵）
- 「八ツ山之景」　横大判錦絵（O美術館、国立国会図書館所蔵）
- 「向嶋八百松楼之景」　横大判錦絵（浮世絵太田記念美術館、町田市立国際版画美術館[注釈 2]、北九州市立美術館、横浜美術館所蔵）
- 「海運橋之景」　横大判錦絵
- 「御茶水之景」　横大判錦絵
- 「隅田川岸図」　横大判錦絵（GAS MUSEUM がす資料館所蔵）